# Mussola caralló
El caralló, caçó, mussola, ca marí, gat, pegollera, pastiu, bastiu, o peix gos entre altres denominacions (Galeorhinus galeus), també anomenat reig (rossellonès),  o mussola caralló, és una espècie de tauró carcariniforme de la família dels triàquids, de mida mitjana (no més gran de 2 metres de longitud total) i és molt abundant a les costes catalanes. Als Països Catalans la seva carn és molt apreciada.
Altres espècies de tauró anomenades mussoles són molt semblants al caçó però de mida més petita i amb la segona aleta dorsal més grossa i similar a la primera. Les espècies que es poden trobar a les costes catalanes són la mussola vera (Mustelus mustelus), que és d'interès pesquer, la mussola gravatja, també anomenada gavatxa o jueva a València i a les Balears respectivament (Mustelus asterias) i la mussola mediterrània (Mustelus punctulatus).

## Morfologia
Té cinc fenedures branquials.
Dues aletes dorsals, la primera més grossa que la segona i situada entre les pectorals i les pelvianes. Les aletes pectorals són amples i convexes. L'aleta caudal és molt característica, consta d'un lòbul dorsal molt desenvolupat amb un d'apical ben delimitat. Aletes ventrals i anal menudes.
Presenta espiracle i els orificis nasals esquinçats cap endarrere.
Dents triangulars amb diverses cúspides.
El dors i els flancs són grisencs; el ventre, blanquinós.

## Ecologia
És un tauró pelàgic que s'alimenta de peixos i invertebrats.
És ovovivípar.

## Ús gastronòmic
La seva carn és molt apreciada als Països Catalans. Al sud de la península Ibèrica es consumeix adobada i arrebossada amb el nom de bienmesabe.